# Fritz Perls

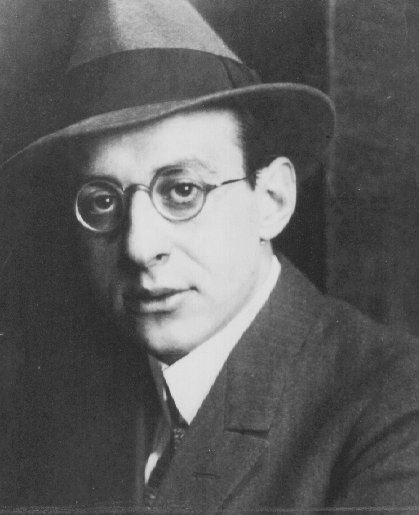
Fritz Perls (1923)

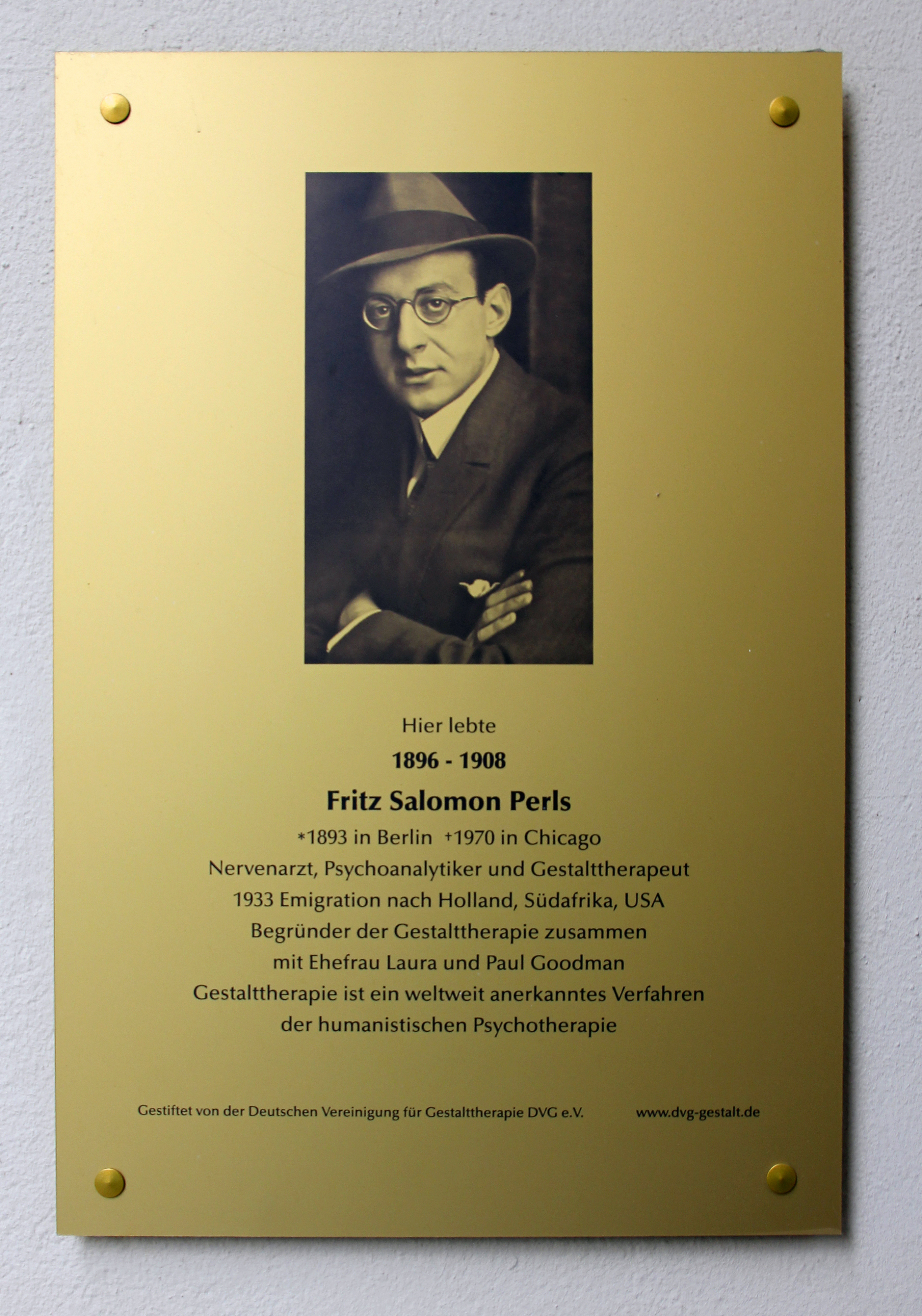
Gedenktafel am Haus, Ansbacher Straße 13, in Berlin-Schöneberg

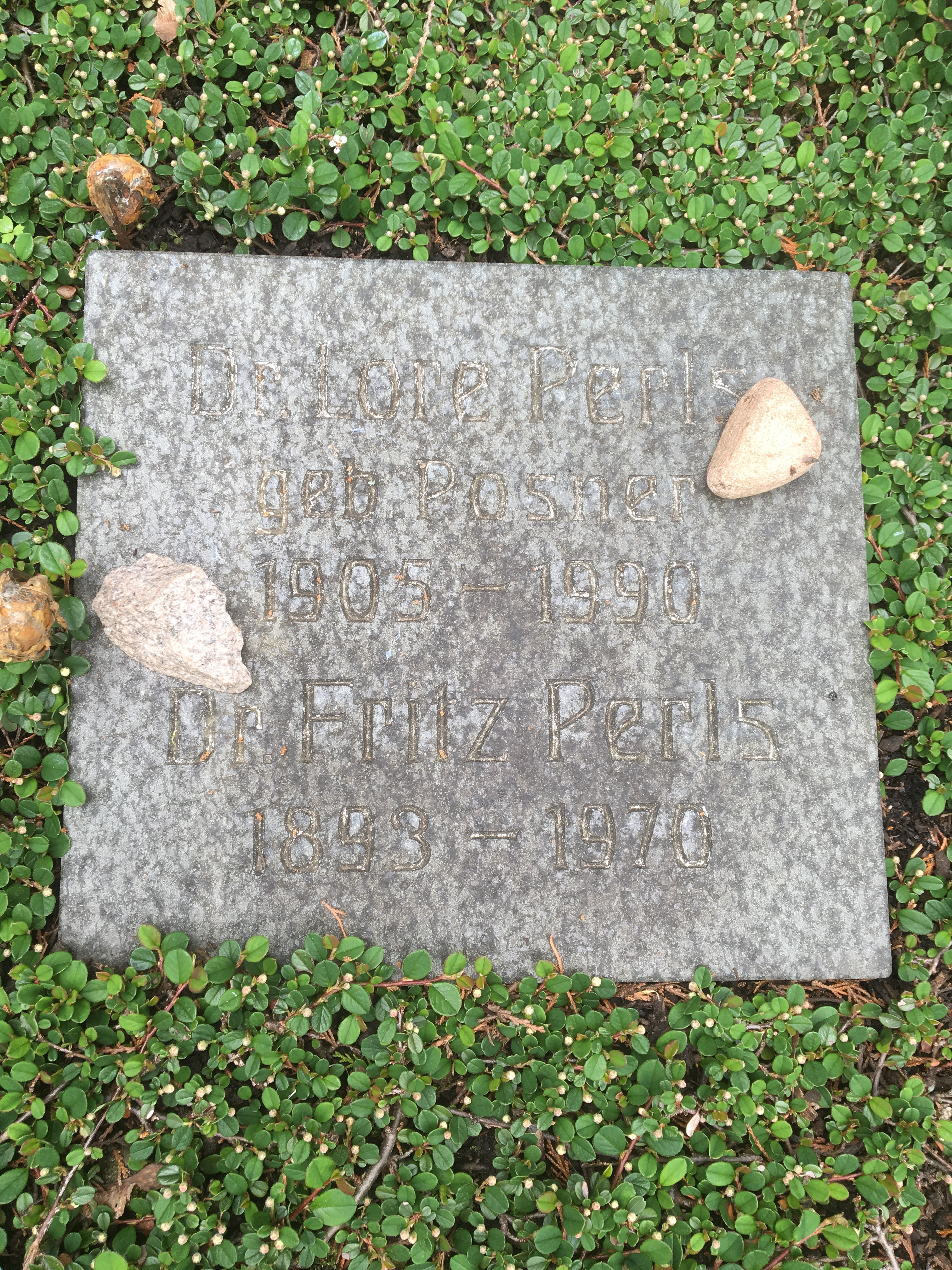
Grabplatte von Fritz Perls und Lore Posner auf dem jüdischen Friedhof in Pforzheim

Friedrich Salomon „Fritz“ Perls – auch Frederick S. Perls – (geboren am 8. Juli 1893 in Berlin; gestorben am 14. Mai 1970 in Chicago) war ein deutsch-US-amerikanischer Psychiater und Psychotherapeut. Gemeinsam mit Laura Perls und Paul Goodman ist Fritz Perls ein Mitbegründer der Gestalttherapie.

## Leben
Perls war jüdischen Glaubens und begann nach seinem Abitur am Askanischen Gymnasium im Jahr 1914 Medizin zu studieren. Im Ersten Weltkrieg diente er als Feldarzt. Während des Studiums spielte Perls am expressionistischen Theater bei Max Reinhardt und teilte dessen Forderung nach Wahrheit und Echtheit im Gegensatz zu „jener leeren Schauspielerei, von der das Leben voll ist“. 1921 wurde Perls zum Dr. med. promoviert, es folgte eine psychoanalytische Ausbildung. Nach einem kurzen Aufenthalt in den USA begann Perls eine Psychoanalyse bei Karen Horney.
Seit 1926 arbeitete Perls als Assistenzarzt bei Kurt Goldstein. Gemeinsam führten sie Studien an Hirnverletzten durch. Goldstein machte Perls mit der Gestaltpsychologie bekannt, die einen großen Einfluss auf die Entwicklung der Gestalttherapie haben sollte. Während dieser Zeit lernte er Lore Posner, eine Studentin Goldsteins, kennen. 1930 heirateten Fritz Perls und Laura Perls.
1927 begegnete Fritz Perls in Wien Wilhelm Reich und nahm an dessen „technischen Seminaren“ teil. Später, 1930, als Reich sich in Berlin niedergelassen hatte, absolvierte er bei ihm eine etwa zwei Jahre dauernde Lehranalyse, die aufgrund der Emigrationen beider im Januar 1933 abgebrochen wurde. Perls war, wie seine Frau Lore/Laura berichtet, von Reich „absolut fasziniert.“ Er sei von den vier Therapeuten, die Perls hatte, „mit Abstand der beste“ gewesen. Reichs Konzept der Charakteranalyse fand Perls’ besonderes Interesse und beeinflusste im weiteren Verlauf die Entwicklung und Ausformung der Gestalttherapie.

### Südafrika
Im April 1933 floh die Familie Perls nach der nationalsozialistischen Machtergreifung zunächst in die Niederlande, nach Amsterdam und 1934 nach Südafrika.  Fritz und Laura Perls gründeten dort das South African Institute for Psychoanalysis. 1936 hielt Fritz Perls auf einem Psychoanalytischen Kongress in der Tschechoslowakei seinen ersten Vortrag mit dem Titel Orale Widerstände. Dieser stieß auf Skepsis der meisten Psychoanalytiker, da die herrschende Lehrmeinung darin bestand, dass Widerstände immer anal seien. Es kam zu einem ersten Bruch mit den orthodoxen Psychoanalytikern: “It was rejected: ‘Resistances are always anal’ (!) I was resentful. This was my first break with the orthodox ones.” (deutsch: „Es wurde abgelehnt: ‚Widerstände sind immer anal‘ (!) Ich war verärgert. Dies war mein erster Bruch mit den Orthodoxen.“)
Auf den Kongress folgte Perls’ erster und einziger Besuch bei Sigmund Freud in Wien; dieser wurde zu einer weiteren, großen Enttäuschung. Die Begegnung dauerte nur rund fünf Minuten und bestand lediglich aus einigen Höflichkeitsfloskeln.
1941 verfasste Fritz Perls zusammen mit seiner Frau Laura sein erstes Buch Das Ich, der Hunger und die Aggression, das bereits die grundlegenden theoretischen Gedanken der Gestalttherapie beschreibt und das Hauptprogramm des Buches bereits im Untertitel der ersten Veröffentlichungen (1944/1947) darlegte: Eine Revision von Freuds Theorie und Methode. Das Buch stellte gleichzeitig den Beginn der Gestalttherapie dar, auch wenn diese Bezeichnung hier noch nicht auftauchte.
1942 trat Perls in die südafrikanische Armee ein. Er diente als Armee-Psychiater im Rang eines Hauptmanns. 1946 wurde er entlassen und emigrierte in die USA.

### USA und Kanada
Perls entwickelte – in Abgrenzung zur Psychoanalyse – mit seiner Frau Laura Perls und unter Mitarbeit von Paul Goodman die Gestalttherapie. Sie ist ein spezifisches erlebnisaktivierendes Psychotherapieverfahren, bei dem es um die Förderung der Awareness, des Gewahrseins aller gegenwärtigen Gefühle, Empfindungen und Verhaltensweisen, und des Kontakts zu sich selbst und zur Umwelt geht.
1951 erschien das Buch Gestalt Therapy, das er zusammen mit Paul Goodman und Ralph F. Hefferline verfasst hatte. 1952 gründeten Fritz und Laura Perls das Gestaltinstitut in New York. 1953 folgte eine weitere Gründung in Cleveland. Perls entwickelte eine typische experimentelle Arbeitsweise, die rasch Anhänger fand. Zu seinen Kontakten gehörten Judith Malina und Julian Beck, die das Living Theatre aus der Arbeit mit Erwin Piscator entwickelten.
Ab 1960 beschäftigte sich Perls mit existenzieller Psychiatrie und studierte in Japan Zen. 1964 ging er an das Esalen-Institut im kalifornischen Big Sur, einem Begegnungsort der Human-Potential-Bewegung in den 1960er Jahren. Hier führte Perls seine Gestalt-Workshops mit angehenden Psychotherapeuten durch. Durch die Zusammenarbeit mit Steve Andreas, dem Eigentümer des Verlages Real People Press, und dessen Herausgabe des Buches Gestalt Therapy Verbatim im Jahr 1968 konnte die Gestalttherapie in den USA insgesamt an Bekanntheit gewinnen. 1969 gründete Perls dann am Lake Cowichan auf der kanadischen Vancouverinsel eine Gestalt-Gemeinschaft.
1970 starb Perls in Chicago während einer Vortragsreise. Die Grabstätte des Ehepaares befindet sich auf dem jüdischen Friedhof in Pforzheim.

## Ehrung
Im August 2001 wurde der am 2. Januar 2000 entdeckte Asteroid (23111) Fritzperls nach ihm benannt.

## Position
Perls blieb seiner Herkunft von der Psychoanalyse trotz heftiger Kritik an ihr insofern treu, als auch seine Gestalttherapie wie die Psychoanalyse im Kern Widerstands-Analyse ist: Es geht in der Gestalttherapie um die Analyse und das Durcharbeiten der verschiedenen Widerstände, die Kontakt, Einsicht und Veränderung entgegenstehen.
Perls war unter anderem stark von der Gestaltpsychologie bzw. Gestalttheorie beeinflusst, mit der er die ganzheitliche Orientierung teilte und von der er einige Erkenntnisse in seine Gestalttherapie integrierte. Diese Bezüge kommen auch in der Wahl der Bezeichnung Gestalttherapie zum Ausdruck. Die amerikanischen Gestaltpsychologen Rudolf Arnheim, Mary Henle, Michael Wertheimer und andere standen dieser Verwandtschaft allerdings kritisch gegenüber.

„Perls’ Interesse für den Charakter des Menschen im Unterschied zu seinen Symptomen ist in erster Linie Wilhelm Reich zu verdanken.“

Seine eigenen Theater-Erfahrungen setzte er auch in seiner Arbeit mit Therapie-Gruppen um: Wie ein Regisseur begleitet er die Personen, ihre inneren Dramen, Träume und Gegensätze in der Gruppe zu inszenieren und vorzustellen, um sie selbst zu akzeptieren und zu verstehen.
Seine grundlegende Position zu anderen formulierte Perls in einem „Gestaltgebet“ genannten Text folgendermaßen:

„I do my thing and you do your thing.
I am not in this world to live up to your expectations,
and you are not in this world to live up to mine.
You are you, and I am I,
and if by chance we find each other, it's beautiful.
If not, it can't be helped.“

„Ich mache mein Ding und du machst dein Ding.
Ich bin nicht auf dieser Welt, um deinen Erwartungen gerecht zu werden,
und du bist nicht auf dieser Welt, um meinen gerecht zu werden.
Du bist du, und ich bin ich,
und wenn wir bei Gelegenheit zueinander finden, ist das wunderbar.
Wenn nicht, kann man es nicht ändern.“

## Veröffentlichungen
- 1942: Ego, Hunger and Aggression. A Revision of Freud'S Theory and Method., 1947, The Gestalt Journal Press 1991.
  - Deutsche Ausgabe: Das Ich, der Hunger und die Aggression. Die Anfänge der Gestalttherapie. 1969
- 1951: Gestalt therapy: Excitement and growth in the human personality. Gemeinsam mit Ralph F. Hefferline und Paul Goodman.
  - Deutsche Ausgabe: Gestalt-Therapie. Lebensfreude und Persönlichkeitsentfaltung. 1979
- 1969a: Gestalt Therapy Verbatim. Real People Press, Lafayette
  - Deutsche Ausgabe: Gestalt-Therapie in Aktion. Stuttgart 1974; 9. Auflage: Klett-Cotta, Stuttgart 2002, ISBN 3-608-95984-X.
- 1969b: In and out the garbage pail. Autobiografie. Real People Press, Lafayette
  - Deutsche Ausgabe: Gestalt-Wahrnehmung. Verworfenes und Wiedergefundenes aus meiner Mülltonne. Die ungewöhnliche Autobiografie des Begründers der Gestalt-Therapie. 1981
- 1973: The Gestalt Approach & Eye Witness to Therapy. Science and Behavior Books, Palo Alto
  - Deutsche Ausgabe. Grundlagen der Gestalttherapie. Einführung und Sitzungsprotokolle. Aus dem amerikanischen Englisch übersetzt von Monika Ross. Mit einem Vorwort von Hilarion Petzold. Pfeiffer, München 1976, ISBN 3-7904-0172-2
- 1980: Gestalt, Wachstum, Integration. Aufsätze, Vorträge, Therapiesitzungen. Herausgegeben von Hilarion Petzold.

## Sonstiges
Der Maler Otto Dix fertigte im Jahr 1966 ein Gemälde von Fritz Perls an. Dieses ist im Otto-Dix-Haus in Gera zu sehen.